# Macrostylis tenuis
Macrostylis tenuis är en vinruteväxtart som beskrevs av Ernst Meyer. Macrostylis tenuis ingår i släktet Macrostylis och familjen vinruteväxter. Inga underarter finns listade i Catalogue of Life.